# Lineke Breukel
Eveline Maria (Lineke) Breukel-van Rossum (Den Haag, 3 augustus 1961) is een Nederlandse schrijfster. Ze schreef twee boeken over haar emigratie naar Zweden en meerdere literaire thrillers, waaronder twee thrillertrilogien. In 2018 schreef zij een biografie voor een incestslachtoffer, 'Moeder is boos' genaamd.

## Biografie
Breukel is een kleindochter van Jan Nowee, een van de schrijvers van de Arendsoogserie. Tot haar achttiende woonde ze in het Haagse Statenkwartier. 
Zij werd in het verleden meerdere malen gestalkt. Vooral haar emoties en de manier waarop zij zich hiertegen sterkte, heeft Breukel in haar thrillertrilogie Vluchtspel verwerkt.
Breukel verhuisde in 1997 met haar man en zoon naar Pijnacker. Na enkele jaren van survivalvakanties in Zweden, kocht ze met haar man in 2005 een huis in de natuur van het Zweedse Småland. In 2012 emigreerde Breukel met haar gezin naar Zweden. Over deze stap schreef zij de boeken Zweedse Buren’’ en "Rare Jongens die Zweden".
Naast schrijfwerk houdt Lineke Breukel zich als coach en behandelaar parttime bezig met het begeleiden van probleemjongeren in een tehuis in Eksjö.

## Publicaties
- Zweedse Buren, Uitgeverij Grenzenloos, 2013.
- Vluchtspel, trilogie, Thriller, Uitg. Van Dorp Uitgevers (imprint Village).
  - deel 1 Broederschap van de Jacht, 2014.
  - deel 2 Zomerstorm, 2015.
  - deel 3 Serum, 2015.
- Rare Jongens die Zweden, Uitgeverij Grenzeloos, 2016.
- Tijdbuigers, Uitgeverij Village, 2016.
- IJsblauw, Trilogie, Thriller, Uitg. Van Dorp Uitgevers (imprint Village).
  - Deel 1 IJsblauw, Het Instituut, 2016.
  - Deel 2 "IJsblauw, Het beest", 2017
  - Deel 3 "IJsblauw, kloon", 2017
- "De IJsvogel", Uitgeverij Village, 2017
- "Moeder is boos", Uitgeverij Village, 2018
- "Het Verbond", Uitgeverij Village, 2018
- "Boeman", Uitgeverij Village, 2019
- "Het Spel", Uitgeverij Village, 2020
- "Duivelsbijbel", Uitgeverij Village, 2020
- "De Erfenis", Batavia Publishers, 2021
- "Kwaad Zaad", Batavia Publishers, 2023
- " Zwerftocht naar mijzelf", Onder eigen naam uitgegeven 2022